# GRO Vladimir Gortan
GRO Vladimir Gortan bilo je željezničko-građevinsko poduzeće iz Zagreba. Tvrtka je imala jake pogone u Rijeci, Zadru i Slavonskom Brodu.
Utemeljitelj i višegodišnji voditelj poduzeća je dipl. ing. građevine Vladimir Nosso, a od poznatih građevinara u Gortanu je radio prof. Matej Meštrić.

## Povijest
1947. je godine osnovano Željezničko građevno poduzeće br. 11 (kratica ŽGP 11). Poduzeće je od osnutka djelovalo kao samostalno. Ovaj gospodarski subjekt je jedan od zametnih oblika kasnije građevinske radne organizacije Vladimir Gortan. Zgrada poduzeća V. Gortan građena je u razdoblju od 1953. do 1956. godine. Autor projekta je arhitekt Antun Ulrich, a njegov suradnik na projektu Ninoslav Kučan.

### 1950-te
Tvrtka je od početaka radila velike poslove. Izgradilo je ranžirni kolodvor i željeznički čvor u Vinkovcima. 
Poslije toga je proširivala kapacitete sisačke rafinerije, premještala prugu i gradila tunel Viktorovac.
1950. je godine gradila željezničku prugu između Banje Luke i Doboja te je rekonstruirala željeznički čvor i prilazne ceste gradu Splitu (poznat je tunel Dujmovača, dug 888 m, cesta Solin – Klis te tunel ispod kliške tvrđave, dug 108 m).
1951. je godina donijela nove poslovne uvjete temeljem Zakona o upravljanju državnim poduzećima. Pregovaralo se o stvaranju novog poduzeća sastavljenog od zagrebačkog ŽGP br. 11 i ljubljanskog ŽGP br. 14. Kompromisom se je dogovorilo upravno osoblje i sjedište tvrtke, Zagreb. Na tim se je pregovorima dogovorilo i novo ime. Uzelo se ime Vladimira Gortana, antifašističkog borca, člana hrvatsko-slovenskog antifašističkog pokreta. Osim što je predstavljao jedan zajednički hrvatsko-slovenski projekt, ime tog hrvatskog borca s Istre se izabralo zbog toga što je u ono vrijeme ŽGP br. 14 mnogo radio po Istri. Završetkom pregovora, utemeljeno je 22. siječnja 1952. poduzeće Vladimir Gortan.
Iz toga je razdoblja planirani spoj spoj istarskih željeznica sa željezničkom
mrežom ostalog dijela Hrvatske. Poduzeće je već napravilo neke dionice od Matulja i od Lupoglava koje su se trebali susresti u budućem tunelu kroz Ćićariju. S obzirom na to da je Gortan onda imao velike pogone u Rijeci i po Istri, bio je spreman sufinancirati dio gradnje. 
Onda je uslijedio politički moment bez presedana: iz Beograda iznenada stiže vrlo stroga zabrana građenja. 
Posljedica je bila da su željezničke su pruge u Istri, sve dok se Hrvatska nije osamostalila, održavali - Slovenci, čime je Istra na još jedan način ostajala prometno odsječena od ostatka Hrvatske. Prugu se opet pokušalo graditi, bila je temama brojnih govora i tekstova tijekom postojanja Jugoslavije, čak i deklarativnih pokušaja njezina građenja, no nikad nije dovršena. Tako iako je od Matulja do Lupoglava samo dvadesetak kilometara, željeznicom se mora proći 250 km, preko Ljubljane.
Prve su godine bili usmjereni samo na niskogradnju, no 1956. su proširili djelatnost i na visokogradnju, koja je vrlo brzo postala jednako dobitna.
U Zagrebu se nalazi stambena zgrada željezničko-građevnog poduzeća „Vladimir Gortan“, građena 1953. – 1956. godine. Autor projekta je bio Antun Ulrich, a suradnik: Ninoslav Kučan.
Dok je postojalo pored hrvatskog i slovensko upravno osoblje, tvrtka je imala poslova u Sloveniji, a njihovim odlaskom 1958., izgubili su poslove po Sloveniji.

### 1960-te
Od 1969. GRO Vladimir Gortan je gradio objekte i izvan bivše Jugoslavije, pa su izgradili objekte po Austriji, Italiji, Libiji, Njemačkoj, SSSR-u, Švicarskoj i drugdje. Velika zasluga za te poslove pripadaju stručnjaku za međunarodno pravo dru Marku Kalogjeri, koji je uvijek išao na zaključivanje ugovora.

### 1970-te
1970-ih se je godina poduzeće zvalo samo Gortan.

### 1980-te
1980-ih je bila jednom od najuspješnijih i najvećih hrvatskih građevinskih tvrtki. Toga je desetljeća bila pokroviteljem hrvatskog hokejaškog kluba na ledu Medveščaka, koji je u imenu nosio ime Gortan. Suradnja je urodila plodom nakon desetljeća prevlasti slovenskih hokejaških klubova, naslov prvaka se je vratio u Zagreb, a klub je došao daleko u europskim kupovima, igrajući u skupini C, protiv bugarskih predstavnika Levski Sofija Spartak, Dinama Weiβwasser i onda vjerojatno najjače europske momčadi Rosenheima. U klubu su igrale hokejaške legende kao što su Stolbun, Ščurjenko, Krutov, Blaž i Dominik Lomovšek, Steve Gatzos.
Poduzeće je u svoje vrijeme zapošljavalo pet tisuća radnika koji su bili na dobrom glasu, gradilo je diljem Hrvatske, inim republikama bivše SFRJ te inozemstvu. Posjedovalo je veliki strojni park i svu potrebnu mehanizaciju.

### 1990-te
Na početku srpske agresije na Hrvatsku, u Trsteniku Nartskom nedaleko Zagreba, gdje su se ranije nalazile barake radničkog naselja ovog poduzeća, prostor se je prenamijenilo u vojarnu ZNG-a. Uskoro je postala vojarnom i sjedištem Druge "A" brigade "Grom" ZNG RH.
Osamostaljenjem Hrvatske, poduzeće je osnovalo osam dioničkih društava-kćeriju, koja se je upisalo u sudski registar siječnja 1991.: Gortan-visokogradnja (iznos osnivačke glavnice 60,100.000 DM), Gortan-niskogradnja (20,460.000 DM), Gortan-ing (12,424.000 DM), Gortan-stolarija (7,801.000 DM), Gortan-instalacije (5,846.000 DM), Gortan-trade (4,007.000 DM), Gortan-završnogradnja (2,829.000 DM) i Gortan-projekt (633.000 DM), sveukupno 114,100.000 DM. Malverzacijama u pretvorbi i privatizaciji 1990-ih ovaj nekad uspješni građevinski div je propao.
Gospodarski objekti ovog poduzeća su bili metom srpskog agresora u Domovinskom ratu, o čemu svjedoče dokumenti RSK o određivanju koordinata za djelovanje topništva po Zadru i Šibeniku. U Zadru su tako za "vojne objekte" navedeni brojni privredni objekti (Zagrebački transporti, PTT skladište, GP "Vladimir Gortan", Tvornica za preradu soje, Hladnjača, Industrijski kompleks "Elka", "Elektronika", "Otočanka", "Adria", "Kemoboja", "Agrarija", RO "Zadranka", Tvornica kože i GP "Radnik", GP "Zadar" i "Šuma", Benzinska pumpa, RO "Jugoplastika", INA, "Vlado Bagat", "Poliken", Željeznički ukrcni čvor, Plinska stanica, ŽSt Bibinje, INA-PLIN, RO "SAS")

## Poznate građevine
GRO Vladimir Gortan je sagradilo mnoštvo objekata, kako građevinskih, tako i željezničkih. Slijedi izbor objekata koje je GRO Vladimir Gortan izgradio:
Željeznički projekti, ceste, industrijske pruge i kolosijeci: 
- ranžirni kolodvor i željeznički čvor u Vinkovcima
- željeznička pruga Banja Luka – Doboj,
- željeznička pruga Lupoglav – Štalije
- željeznički čvor u Splitu
- željeznička pruga Knin – Zadar
- željeznička pruga (dionica) Sarajevo – Ploče (vijadukt kod Konjica u BiH, na pruzi Sarajevo – Ploče)
- prilazne ceste gradu Splitu (pr. cesta Solin – Klis)
- dionice autoceste Zagreb – Slavonski Brod
- tramvajski prsten u Novom Zagrebu

Tuneli:
- tunel Dujmovača, dug 888 m
- tunel ispod kliške tvrđave, dug 108 m
- željeznički tunel Ljeskove vode (pruga Banja Luka – Doboj)
- željeznički tunel Stolac na pruzi Sarajevo – Ploče
- željeznički tunel Debeljak na pruzi Knin – Zadar
- hidrotehnički odvodni tunel Bokanjac
- tunel Lokve na cesti Ivangrad – Rožaje (Crna Gora, u ono vrijeme najduži tunel u Jugoslaviji). (sugraditelj)

Poslovni i stambeni objekti:
Izgradili su brojne objekte u Zagrebu, Rijeci, Sisku i Splitu. Osim industrijskih, gradili su hotele i turističke građevine te stambene objekte. 
- hala poduzeća Đure Đakovića u Slavonskom Brodu
- naselje San Marino na Rabu (uz pomoć logoraša s Golog otoka)
- obnova hotela Imperial na Rabu
- restauracija i hoteli u uvali Scott
- bungalovi na Suhoj Punti
- brojni objekti pri obnovi Skoplja nakon velikog potresa 1963.)
- stambeno naselje Gredice, Zagreb
- stambeno naselje Jarun, Zagreb
- stambeno naselje Prečko, Zagreb
- turističko-stambeno naselje Gajac, otok Pag
- stambeno naselje Jelas, Slavonski Brod
- stambena naselja u Rijeci, među njima i tri nebodera, najveća u ondašnjoj Jugoslaviji
- kompleks Cibona (uoči Univerzijade, predzadnji neboder izgrađen u Hrvatskoj prije Domovinskog rata)
- Chromosov poslovni toranj (zadnji neboder izgrađen u Hrvatskoj prije Domovinskog rata, 1989.)
- zgrada mjesne zajednice Vlado Bagat u Zadru, najveća na području Zadra i šire[5]
- tržnica Gorica, nedaleko od Kvaternikova trga u Zagrebu - posljednji projekt ovog poduzeća